# منینیسم
منینیسم (انگلیسی: Meninism) یک جنبش حقوق مردان است که فعالان آن منینیست خطاب می شوند.
در فضا عمومی ممکن است فعالان حقوق مردان را مینیسم خطاب کنند، فعالان حقوق مردان لزوما خود را مینیسم معرفی نمی کنند.

## تاریخچه
اصطلاح منینیسم در اوایل سال ۲۰۰۰ برای توصیف مردی که با تبعیض جنسیتی مخالف بود و از حق برابری زنان در جامعه، سیاست و کار حمایت می کرد، استفاده شد. تا دهه بعد، این اصطلاح در شبکه های اجتماعی برای ساختن شوخی هایی استفاده می شد که فمینیسم رادیکال را مسخره و انتقاد می کرد. در سال ۲۰۱۳ بی بی سی گزارش داد که هشتگ MeninistTwitter# در توییتر مورد استفاده قرار می گیرد، ابتدا برای به اشتراک گذاشتن جوک در مورد فمینیسم، اما بعدا برای به اشتراک گذاشتن مشکلات جدی تر که مردان مدرن با آن روبرو هستند.